# نینجای قرمز: پایان افتخار
نینجای قرمز: پایان افتخار ( به انگلیسی Red Ninja: End of Honor ) عنوان یک بازی ویدئویی است که در سال ۲۰۰۵ میلادی برای دو کنسول پلی استیشن ۲ و ایکس باکس عرضه شد .

## داستان بازی
گروهی متجاوز ( از یاران سپاه اودا نوبوناگا ) ، خانواده دختری جوان را می کشند . دختر جان سالم به در برده و در پی انتقام برمی آید و تبدیل به نینجای قرمز میشود ...

## گیم پلی
این بازی به سبک سوم شخص ساخته شده است . همچنین در طول بازی بازیکن با معماهای محیط رو به رو می شود .